# Mustakeidas
Mustakeidas är en sumpmark i Finland. Den ligger i Karvia i landskapet Satakunta, i den sydvästra delen av landet, 250 km nordväst om huvudstaden Helsingfors.